# Alzano 1909 Virescit Football Club 1994-1995
Questa pagina raccoglie le informazioni riguardanti l'Alzano 1909 Virescit Football Club nelle competizioni ufficiali della stagione 1994-1995.

## Rosa
| N. |                   | Ruolo | Calciatore         |
| -- | ----------------- | ----- | ------------------ |
|    | Italia (bandiera) | C     | Paolo Ardenghi     |
|    | Italia (bandiera) | C     | Igor Bertoncelli   |
|    | Italia (bandiera) | A     | Giacomo Ferrari    |
|    | Italia (bandiera) | C     | Armando Madonna    |
|    | Italia (bandiera) | C     | Pier Angelo Zanini |
|    | Italia (bandiera) | A     | Paolo Zirafa       |

## Risultati

### Poule scudetto

#### Turno preliminare
| Gallarate 28 maggio 1995, ore 16:00 1ª giornata - Gruppo A             | Gallaratese | 2 – 1       | Alzano Virescit | Comunale Atleti Azzurri d'Italia |
| \| \| \| \| \| Moretto 74’ Morgandi 77’ \| Marcatori \| 50’ Ferrari \| |             |             |                 |                                  |
|                                                                        |             |             |                 |                                  |
| Moretto 74’ Morgandi 77’                                               | Marcatori   | 50’ Ferrari |                 |                                  |

| Alzano Lombardo 31 maggio 1995, ore 16:00 2ª giornata - Gruppo A                                            | Alzano Virescit | 2 – 3                                     | Grosseto | Stadio Carillo Pesenti Pigna |
| \| \| \| \| \| Guerciena 43’ (aut.) Zirafa 81’ \| Marcatori \| 59’ (aut.) Vegna 71’ Pelucchini 79’ Ferri \| |                 |                                           |          |                              |
| |                 |                                           |          |                              |
| Guerciena 43’ (aut.) Zirafa 81’                                                                             | Marcatori       | 59’ (aut.) Vegna 71’ Pelucchini 79’ Ferri |          |                              |